# Alphonso Davies
Alphonso Boyle Davies (Buduburam, Ghana, 2 de novembre de 2000) és un jugador de futbol professional canadenc, d'origen liberià que juga com a lateral esquerre al Bayern de Múnic de la Bundesliga i a la selecció de futbol del Canadà. És considerat com un dels millors laterals del món pel seu ritme, dribling i creativitat.

## Trajectòria

### Inicis
Va néixer a la ciutat de Buduburam, Ghana, en un camp de refugiats al que els seus pares havien arribat procedents de Libèria la qual es trobava en la segona guerra civil liberiana. Quan Davies tenia cinc anys, es va desplaçar al costat de la família al Canadà, concretament a la ciutat d'Edmonton.
Després de jugar a diversos equips locals (Edmonton Internationals i Edmonton Strikers), es va incorporar a l'acadèmia dels Vancouver Whitecaps el 2015. El 2 de juny del 2016 va fer el seu debut amb el primer equip en una trobada del Campionat Canadenc davant l'Ottawa Fury. El 17 de juliol va debutar a la MLS, davant d'Orlando City, convertint-se en el segon debutant més jove de la seva història després de Freddy Adu.

### Bayern de Múnic
El juliol del 2018 el Bayern Múnic va anunciar el seu fitxatge a canvi de deu milions d'euros. El traspàs es faria efectiu a partir de gener de 2019.
El 27 de gener del 2019 va debutar a Bundesliga en un partit davant de l'Stuttgart. Dos mesos després, el 17 de març, va marcar el seu primer gol en el triomf per 6 a 0 davant el Magúncia 05.
A la temporada 2019-20 es va assentar com a titular al lloc de lateral esquerre, sent un dels futbolistes més destacats gràcies a la seva punta de velocitat.11 Aquest fet li va valer perquè a l'abril de 2020 firmés una ampliació del seu contracte l'any 2025.12 Després de guanyar tant la Bundesliga com la Copa d'Alemanya, va ser nomenat rookie de l'any a Alemanya.
Posteriorment va ser campió de la Lliga de Campions de la UEFA, sent el primer jugador canadenc a guanyar aquest torneig.

## Internacional
El 2016 i 2017 va ser elegit com a millor jugador canadenc sub-17.
El 14 de juny de 2017 va debutar amb la selecció absoluta del Canadà en un amistós davant de Curaçao. El mes següent va participar en la Copa Or, on va ser màxim golejador amb tres gols i, a més, va ser elegit com a millor jugador jove.

### Participacions a Copa d'Or de la CONCACAF
| Copa                          | Seu                             | Resultat        | Partits | Gols |
| ----------------------------- | ------------------------------- | --------------- | ------- | ---- |
| Copa d'or de la CONCACAF 2017 | Estats Units                    | Quarts de final | 4       | 3    |
| Copa d'or de la CONCACAF 2019 | Costa Rica Estats Units Jamaica | Quarts de final | 4       | 0    |

## Palmarès
Fußball-Club Bayern München
- 1 Campionat del Món de Clubs: 2020
- 1 Supercopa d'Europa: 2020
- 1 Lliga de Campions de la UEFA: 2019-20
- 5 Lligues alemanyes: 2018-19, 2019-20, 2020-21, 2021-22, 2022-23
- 2 Copes alemanyes: 2018-19, 2019-20
- 3 Supercopes alemanyes: 2020, 2021, 2022